# Пятиструнная скрипка
Пятиструнная скрипка, квинтон или же «пятиструнка» — это разновидность скрипки с дополнительной струной, обычно настроенной ниже скрипичного диапазона. Помимо струн G (соль), D (ре), A (ля), и E (ми), стандартных для обычной скрипки, обычно добавляется нижняя (басовая) струна С (до). (Также существуют шести или семиструнные электроскрипки, с добавлением струн F (фа) и B♭ (си бемоль).)
Пятиструнная скрипка была создана как решение для импровизаторов, музыкантов, которые хотели расширить диапазон скрипки и соединить в себе два инструмента — скрипку и альт. Бобби Хикс, награждённый американский скрипач, играющий в стиле блюграсс, начал популяризировать подобную скрипку в 1963 году. Впервые он продемонстрировал свою модификацию инструмента на живом выступлении в Лас Вегасе.

## Структура
Компоненты, из которых делается пятиструнная скрипка, очень похожи на те, которые мы можем найти в обычных скрипках. Струны настроены на их обычную высоту, в американской системе нотации: C3, G3, D4, A4 и E5, то есть: До малой октавы, Соль малой октавы, Ре первой октавы, Ля первой октавы и Ми второй октавы соответственно.
Форма корпуса и шейка «пятиструнки» сильно напоминают обычную скрипку, однако её корпус может быть немного шире и глубже для создания нужного нижней струне До резонанса. Шейка скрипки и гриф также могут быть немного шире. Также для размещения колков для всех пяти струн нуждается в увеличении и головка грифа скрипки. Несмотря на это, квинтон обычно всё же меньше, чем альт.

## Использование
В последнее время пятиструнная скрипка становится популярным инструментом в связи с её расширенными возможностями для импровизации, увеличением мелодического диапазона, интересными гармоническими соединениями.
На сегодняшний день больше всего она распространена в странах «фиддлинга», включая США, Великобританию, Канаду и во многих других странах, где получила развитие европейская скрипичная традиция, а также в музыке Свинг и в джазе, или же в других стилях современной музыки. В стилях фанк, рок и прочих, как правило, используют подобные электро-инструменты.
Исполнители на квинтоне получают возможность играть произведения написанные как для скрипки, так и для альта (виолончели), а также новые произведения, специально написанные уже для этого инструмента.
В традиционных областях применения скрипки, таких как классическая музыка, пятиструнную скрипку не приняли из-за её компромиссного качества звучания.